# Laurent Brossoit
Laurent Brossoit, född 23 mars 1993, är en kanadensisk professionell ishockeymålvakt som spelar för Winnipeg Jets i NHL.
Han har tidigare spelat på NHL-nivå för Edmonton Oilers och på lägre nivåer för Bakersfield Condors, Oklahoma City Barons och Abbotsford Heat i AHL, Alaska Aces och Bakersfield Condors i ECHL och Edmonton Oil Kings i WHL.
Brossoit draftades i sjätte rundan i 2011 års draft av Calgary Flames som 164:e spelare totalt.
Den 1 juli 2018 skrev han på ett ettårskontrakt värt 650 000 dollar med Winnipeg Jets.

## Statistik
M = Matcher, V = Vinster, F = Förluster, O = Oavgjorda, ÖF = Förluster på övertid eller straffar, MIN = Spelade minuter, IM = Insläppta Mål, N = Hållit nollan, GIM = Genomsnitt insläppta mål per match, R% = Räddningsprocent

### Grundserie
| Källa: Uppdaterad: 2018-08-08 | Källa: Uppdaterad: 2018-08-08 | Källa: Uppdaterad: 2018-08-08 | Källa: Uppdaterad: 2018-08-08 | Källa: Uppdaterad: 2018-08-08 | Källa: Uppdaterad: 2018-08-08 | Källa: Uppdaterad: 2018-08-08 | Källa: Uppdaterad: 2018-08-08 | Källa: Uppdaterad: 2018-08-08 | Källa: Uppdaterad: 2018-08-08 | Källa: Uppdaterad: 2018-08-08 | Källa: Uppdaterad: 2018-08-08 | Källa: Uppdaterad: 2018-08-08 |  |
| Säsong                        | Lag                           | Liga                          | M                             | V                             | F                             | O                             | ÖF                            | MIN                           | IM                            | N                             | GIM                           | R%                            |  |
| ----------------------------- | ----------------------------- | ----------------------------- | ----------------------------- | ----------------------------- | ----------------------------- | ----------------------------- | ----------------------------- | ----------------------------- | ----------------------------- | ----------------------------- | ----------------------------- | ----------------------------- |  |
| 2008–09                       | Edmonton Oil Kings            | WHL                           | 1                             | 0                             | 0                             | 0                             | —                             | 37                            | 5                             | 0                             | 8.11                          | .773                          |  |
| 2009–10                       | Cowichan Valley Capitals      | BCHL                          | 21                            | 10                            | 8                             | 0                             | —                             | 999                           | 61                            | 2                             | 3.66                          | .901                          |  |
|                               | Edmonton Oil Kings            | WHL                           | 2                             | 0                             | 1                             | 0                             | —                             | 86                            | 4                             | 0                             | 2.79                          | .944                          |  |
| 2010–11                       | Edmonton Oil Kings            | WHL                           | 34                            | 13                            | 12                            | 2                             | —                             | 1664                          | 92                            | 2                             | 3.32                          | .887                          |  |
| 2011–12                       | Edmonton Oil Kings            | WHL                           | 61                            | 42                            | 13                            | 5                             | —                             | 3574                          | 147                           | 3                             | 2.47                          | .914                          |  |
| 2012–13                       | Edmonton Oil Kings            | WHL                           | 49                            | 33                            | 8                             | 6                             | —                             | 2854                          | 107                           | 5                             | 2.25                          | .917                          |  |
| 2013–14                       | Abbotsford Heat               | AHL                           | 2                             | 0                             | 1                             | 0                             | —                             | 94                            | 9                             | 0                             | 5.72                          | .824                          |  |
|                               | Alaska Aces                   | ECHL                          | 3                             | 2                             | 0                             | 0                             | —                             | 126                           | 0                             | 2                             | 0.00                          | 1.000                         |  |
|                               | Oklahoma City Barons          | AHL                           | 8                             | 2                             | 5                             | 0                             | —                             | 416                           | 25                            | 0                             | 3.60                          | .888                          |  |
|                               | Bakersfield Condors           | ECHL                          | 35                            | 24                            | 9                             | 2                             | —                             | 2079                          | 74                            | 6                             | 2.14                          | .923                          |  |
| 2014–15                       | Edmonton Oilers               | NHL                           | 1                             | 0                             | 1                             | 0                             | —                             | 60                            | 2                             | 0                             | 2.00                          | .961                          |  |
|                               | Oklahoma City Barons          | AHL                           | 53                            | 25                            | 22                            | 4                             | —                             | 3049                          | 130                           | 4                             | 2.56                          | .918                          |  |
| 2015–16                       | Edmonton Oilers               | NHL                           | 5                             | 0                             | 4                             | 1                             | —                             | 300                           | 18                            | 0                             | 3.60                          | .873                          |  |
|                               | Bakersfield Condors           | AHL                           | 31                            | 18                            | 9                             | 3                             | —                             | 1807                          | 80                            | 3                             | 2.66                          | .920                          |  |
| 2016–17                       | Edmonton Oilers               | NHL                           | 8                             | 4                             | 1                             | 0                             | —                             | 333                           | 11                            | 0                             | 1.99                          | .928                          |  |
|                               | Bakersfield Condors           | AHL                           | 21                            | 9                             | 8                             | 0                             | —                             | 1189                          | 53                            | 2                             | 2.67                          | .908                          |  |
| 2017–18                       | Edmonton Oilers               | NHL                           | 14                            | 3                             | 7                             | 1                             | —                             | 741                           | 40                            | 0                             | 3.24                          | .883                          |  |
|                               | Bakersfield Condors           | AHL                           | 29                            | 15                            | 10                            | 4                             | —                             | 1768                          | 79                            | 0                             | 2.68                          | .912                          |  |
| 2018–19                       | Winnipeg Jets                 | NHL                           | —                             | —                             | —                             | —                             | —                             | —                             | —                             | —                             | —                             | —                             |  |
| NHL totalt                    | NHL totalt                    | NHL totalt                    | 28                            | 7                             | 13                            | 2                             | —                             | 1432                          | 71                            | 0                             | 2.98                          | .897                          |  |
| AHL totalt                    | AHL totalt                    | AHL totalt                    | 59                            | 24                            | 27                            | 4                             | —                             | 3320                          | 158                           | 2                             | 3.99                          | .876                          |  |
| ECHL totalt                   | ECHL totalt                   | ECHL totalt                   | 38                            | 26                            | 9                             | 2                             | —                             | 2205                          | 74                            | 2                             | 1.07                          | .961                          |  |
| WHL totalt                    | WHL totalt                    | WHL totalt                    | 147                           | 88                            | 34                            | 13                            | —                             | 8215                          | 355                           | 10                            | 3.78                          | .887                          |  |

### Slutspel
| Säsong     | Lag                      | Liga       | M  | V  | F  | MIN  | IM  | N  | GIM  | R%   |
| ---------- | ------------------------ | ---------- | -- | -- | -- | ---- | --- | -- | ---- | ---- |
| 2009–2010  | Cowichan Valley Capitals | BCHL       | 5  | 1  | 3  | 259  | 17  | 0  | 3.93 | —    |
| 2010–2011  | Edmonton Oil Kings       | WHL        | 2  | 0  | 2  | 117  | 7   | 0  | 3.59 | .875 |
| 2011–2012  | Edmonton Oil Kings       | WHL        | 20 | 16 | 4  | 1204 | 41  | 2  | 2.04 | .933 |
| 2012–2013  | Edmonton Oil Kings       | WHL        | 22 | 14 | 8  | 1322 | 40  | 5  | 1.82 | .935 |
| 2013–2014  | Edmonton Oil Kings       | WHL        | 16 | 10 | 6  | 976  | 37  | 3  | 2.27 | .921 |
| WHL totalt | WHL totalt               | WHL totalt | 60 | 40 | 20 | 3619 | 125 | 10 | 2.43 | .916 |